# パーコール

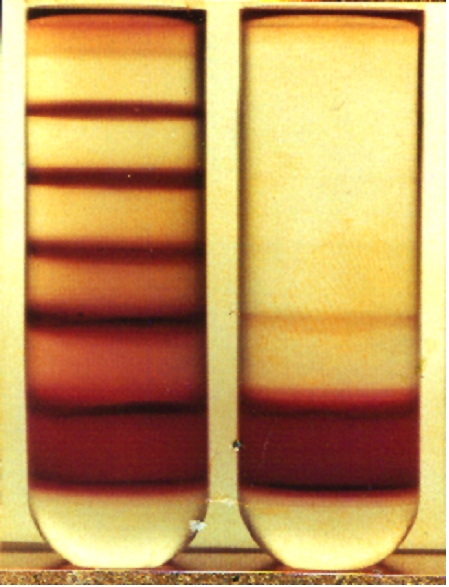
パーコール不連続密度勾配遠心による赤血球の分画。右は正常赤血球、左は熱帯熱マラリア原虫に感染した赤血球。原虫のステージによって感染赤血球の比重が異なり、各層に分離される。

パーコール（Percoll）は遠心分離において効率的な密度勾配を作成するための試薬である。1978年に Pertoft らによって報告され、以降生化学・医学・細胞生物学等の各分野で利用されている。主に特定の細胞や細胞小器官、ウイルス等を遠心分離で単離するために用いられる。パーコールは、ポリビニルピロリドン（PVP）でコートされた直径 15-30nm のケイ酸コロイド粒子（含水率23％）より成る。パーコールは他の密度勾配の基質と比較して粘性が低く、浸透圧が小さく細胞毒性を持たないために実験操作に適している。
「Percoll」はGEヘルスケアの登録商標である。

## 生殖補助医療における利用
パーコールはかつて生殖補助医療（ART）において、体外受精や人工授精の際に密度勾配遠心によって精液から精子を分離するために用いられていた。しかし1996年、（当時パーコールの製造元であった）ファルマシア社は、「パーコールは実験目的でのみ利用されるべきであり、臨床に使うべきではない」とする書簡を医療機関に送った。ファルマシア社はパーコールを精子分離のための製品としては展開しておらず、そのような臨床向けの製品はファルマシア社の製品をサードパーティーが再パッケージ化し、販売していたものだった。アメリカ食品医薬品局の警告状によれば、未確認ながら PVP は精子に損傷を与える可能性があり、またパーコールの特定のロットには高レベルのエンドトキシンを含むものが確認されているとの事であった。エンドトキシンは重度の炎症や発熱を引き起こし得るため、後者の問題は精子に限らず患者の体内に戻す全ての細胞について憂慮される問題であった。これらの報告を受け、ART に用いられる密度勾配の基質は他のコロイドに変更された。